# Forcipomyia thienemanni
Forcipomyia thienemanni är en tvåvingeart som beskrevs av Jean-Jacques Kieffer 1912. Forcipomyia thienemanni ingår i släktet Forcipomyia och familjen svidknott.
Artens utbredningsområde är Tyskland. Inga underarter finns listade i Catalogue of Life.